# Петелин, Степан Константинович
Степан Константинович Петелин (4 июня 1922, Камышевка, Тюменская губерния — 28 марта 2001, Камышевка, Курганская область) — комбайнер колхоза «Победа» Шатровского района Курганской области. Герой Социалистического Труда (1973). Участник Великой Отечественной войны, гвардии старший сержант.

## Биография
Степан Константинович Петелин родился 4 июня 1922 года в крестьянской семье в селе Камышевка Камышевского сельсовета Терсюкской волости Ялуторовского уезда Тюменской губернии, ныне село входит в Шатровский муниципальный округ Курганской области.
С ранних лет работал в поле в родителями. В 1931 году начал свой трудовой путь в полеводческой бригаде колхоза «Пчела».
В конце 1930-х годов работал каталем на торфянике, на ручной перевозке торфа, в Березовском районе Свердловской области. Там же в возрасте 18 лет закончил вечернюю начальную школу. Вскоре вернулся в Камышевку и трудился в колхозе «Пчела» на полевых работах.
18 октября 1941 года был призван Шатровским РВК Челябинской области в Рабоче-крестьянскую Красную Армию. Прошел военную подготовку в 32-м запасном лыжном полку, воином-лыжником уехал на фронт. Боевое крещение получил на Северном фронте. Затем воевал на Западном, на 2-м и 4-м Украинских фронтах, в составе 613-го отдельного гвардейского миномётного дивизиона 27-й гвардейской миномётной бригады, на легендарной «Катюше». Член ВЛКСМ. С боями прошел Румынию, Польшу, Венгрию, Чехословакию, громил противников в Германии. В 1947 году гвардии старший сержант С.К. Петелин был демобилизован.
Вернулся на родину. С 1948 года работал в поле, штурвальным на комбайне, самостоятельно освоил комбайн. В 1950 году сам стал за штурвал уборочной машины. Ему достался тогда старый комбайн «Коммунар», на нём проработал ещё 7 лет. За успехи в уборке хлебов он был награждён медалью «За трудовую доблесть». Раскрыться его таланту помог самоходный комбайн «СК-3». На нём Петелин в 1959 году добился отличной выработки и получил звание «Лучший комбайнер области».
В I960 и 1961 годах не сбавлял производственных темпов и каждый год ему присваивалось звание «Мастер комбайновой уборки». В 1962 году на комбайне Сталинец-6 обмолотил хлеба с 400 гектаров и выдал из бункера 6400 центнеров зерна. В 1964 году на комбайне СК-3 он уложил в валки хлеба на площади 305 гектаров, и обмолотив 347 гектаров, выдал из бункера 5478 центнеров зерна. Сформировавшийся стиль в работе сохранял и в последующие годы. В 1972 году ему было присвоено звание «Заслуженный механизатор сельского хозяйства РСФСР». Почетное звание закрепил ударным трудом и в 1973 году был удостоен знака — «Герой жатвы-73».
Указом Президиума Верховного Совета СССР от 11 декабря 1973 года за большие успехи, достигнутые во Всесоюзном соцсоревновании, и проявленную трудовую доблесть в выполнении принятых обязательств по увеличению производства и продажи государству зерна и других продуктов земледелия в 1973 году Петелину Степану Константиновичу присвоено звание Героя Социалистического Труда с вручением ордена Ленина и Золотой медали «Серп и Молот»
Получив высокую награду продолжал ударно трудиться в поле. В 1974 году руководил уборочным звеном, в котором насчитывалось 11 молодых комбайнеров. Благодаря хорошо организованному наставничеству все выполнили взятые обязательства. Вместо 25 тысяч по плану намолотили 32 тысячи центнеров зерна. Руководитель звена намолотил 8500 центнеров хлеба и уложил зерновые в валки с 500 гектаров. И это был отличный пример для молодых механизаторов.
Активно занимался общественной работой, многократно был инициатором соревнования комбайнеров, избирался депутатом областного Совета народных депутатов
Жил в родном селе Камышевка Камышевского сельсовета Шатровского района Курганской области.
Степан Константинович Петелин скончался 28 марта 2001 года <где?>. Похоронен <где?>.

## Награды
- Герой Социалистического Труда, 11 декабря 1973 года
  - Орден Ленина
  - Медаль «Серп и Молот»
- Орден Ленина, 23 июня 1966 года
- Орден Октябрьской Революции, 8 апреля 1971 года
- Орден Отечественной войны I степени, 6 ноября 1985 года[2]
- Орден Красной Звезды, 26 апреля 1945 года
- медали, в том числе
  - Медаль «За отвагу», 4 сентября 1944 года[3]
  - Медаль «За трудовую доблесть»
  - Юбилейная медаль «За доблестный труд. В ознаменование 100-летия со дня рождения Владимира Ильича Ленина», 1970 год[4]
  - Медаль «За победу над Германией в Великой Отечественной войне 1941—1945 гг.»
- Звание «Заслуженный механизатор сельского хозяйства РСФСР», 1972
- Почётный гражданин Шатровского района, 25 ноября 2014 года, посмертно [5][6]
- Победитель социалистического соревнования, трижды
- Звание «Лучший комбайнер области», Курганская область, 1959 год
- Знак «Герой жатвы-73», 1973 год
- Знак «Мастер урожая», 1974 год[7]

## Память
В Шатровском районе ежегодно присуждаются премия имени героя Петелина за наилучшую организацию труда, за достижение высоких производственных показателей.